# Højelse Sogn
Højelse Sogn 

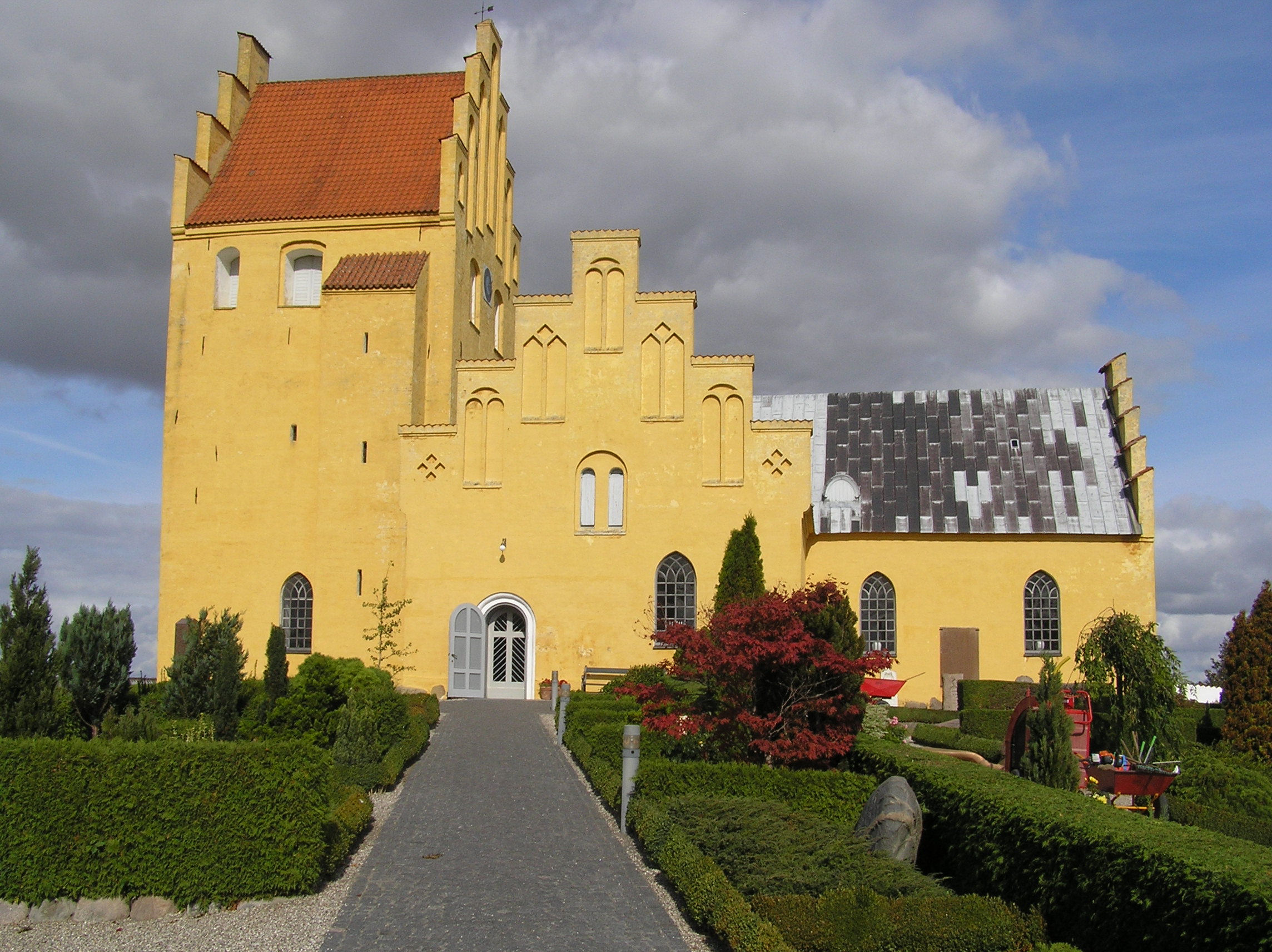
Højelse Kirke

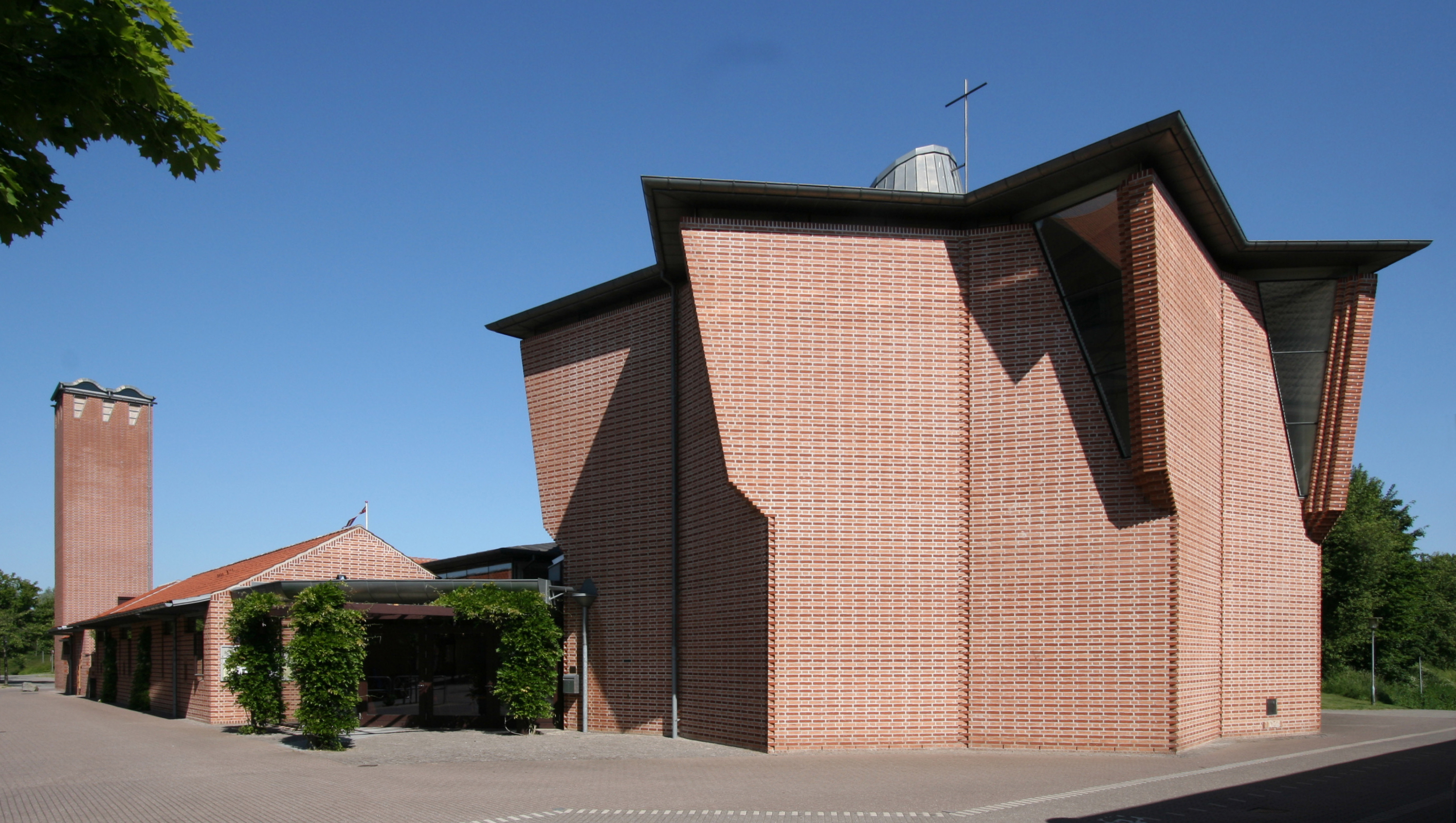
Ølby Kirke

ist eine Kirchspielsgemeinde (dän.: Sogn)
auf der Insel Sjælland im südlichen Dänemark.
Bis 1970 gehörte sie zur Harde Ramsø Herred im damaligen Københavns Amt (bis 1808: Roskilde Amt), danach zur Køge Kommune im „neuen“ Roskilde Amt, die im Zuge der  Kommunalreform zum 1. Januar 2007 in der „neuen“ Køge Kommune in der Region Sjælland aufgegangen ist.
Im Kirchspiel leben 8058 Einwohner, davon 1550 in Lille Skensved. Von den übrigen gehören die meisten zu den 38.588 Einwohnern von Køge (Stand: 1. Januar 2023). Im Kirchspiel liegen die Kirchen „Højelse Kirke“ und „Ølby Kirke.“ Der Kirchdorf Højelse hat jeweils weniger als 200 Einwohner.
Nachbargemeinden sind im Nordosten Ølsemagle Sogn, im Südosten Køge Sogn, im Süden Lellinge Sogn und im Westen Ejby Sogn, ferner in der nördlich gelegenen Solrød Kommune Kirke Skensved Sogn und Jersie Sogn.